# Hans Peter L'Orange
Hans Peter L'Orange, né le 2 mars 1903 à Oslo (lorsque la ville s'appelait Christiania) et mort le 5 décembre 1983 à Oslo, est un universitaire norvégien qui fut professeur d'archéologie et d'histoire de l'antiquité romaine et du Moyen Âge.

## Biographie
Après son examen artium en 1921 et l'Académie militaire, il étudie à partir de 1922 l'histoire de l'art et le grec ancien. Il est candidat en philosophie en 1927 et doctor philosophiæ en 1933, avec une thèse intitulée Studien zur Geschichte des spätantiken Porträts (« Études sur l'histoire du portrait dans l'Antiquité tardive »). Il obtient une bourse d'études à Rome entre 1930 et 1936. Il est professeur d'archéologie classique à l'université d'Oslo de 1942 à 1973.
H.P. L'Orange est à l'initiative, avec l'archéologue Hjalmar Torp, de la fondation en 1959 de l'institut norvégien de Rome, qu'il dirige jusqu'en 1973. Il est professeur invité à la Dumbarton Oaks Library à Harvard et à l'université de Washington en 1950, ainsi qu'à l'université Johns-Hopkins de Baltimore en 1966-1967.
Tout au long de sa carrière, il se consacre au passage de l'art de l'Antiquité tardive à l'art médiéval. Der spätantike Bildschmuck des Konstantinbogens (« Le décor antique tardif de l'arc de Constantiin ») qu'il publie en 1939 est remarqué par les historiens d'art. Il mène des travaux dans les domaines de la mosaïque, de la sculpture hellénistique et de la sculpture romaine, et il est actif en particulier à Sperlonga dans le Latium, ainsi que dans des fouilles dans les églises lombardes de Cividale del Friuli.
Il a reçu le prix du conseil norvégien de la culture en 1969.

## Ouvrages
- (de) Ein römisches Frauenporträt in der Antikensammlung der Nationalgalerie, 1928
- (it) Ritratti romani ad Oslo, 1929
- (de) Antiken in der Nationalgalerie zu Oslo, 1931
- (de) Rom und die Provinz in den spätantiken Reliefs des Konstantinsbogens, 1936
- (de) Ein unbekanntes Portræt Konstantins des Grossen, 1938
- (de) Ein tetrarchisches Ehrendenkmal auf dem Forum Romanum, 1938
- (de) Der spätantike Bildschmuck des Konstantinsbogens, 1939
- (de) Ein unbekanntes Augustusbildnis, 1939
- (it) Un monumento onorario di Diocleziano al Foro Romano, 1939/17
- (su) Romersk krisetid, 1941 (« Période de crise romaine »)
- (en) Apotheosis in Ancient Portraiture, 1947, 156 p., 97 ill.
- (su) Graven i Vatikanet, 1949 (Tombes du Vatican)
- (su) Sentrum og periferi, 1946 (« Centre et périphérie »)
- (su) Det skjønnes sakrament, 1949 (« Le sacrement du discernement »)
- (su) Mosaikken mellem antikk og middelalder, 1953 (« La mosaïque entre antiquité et Moyen Âge »)
- (su) Det langobardiske tempel i Cividale, 1953 (Le temple lombard de Cividale)
- (en) Studies on the Iconography of Cosmic Kingship in the Ancient World, 1953 [lire en ligne (page consultée le 29 décembre 2024)]
- (su) Fra Vibienes gravmæle, 1954 (« De la pierre tombale de Vibiene »)
- (de) Ein Meisterwerk römischer Porträtkunst aus dem Jahrhundert der Soldatenkaiser, 1959
- (su) Amor og Psyche, elskoven og sjelen, 1959 (« Cupidon et Psyché, l'amour et l'âme »)
- (de) Mosaik von der Antike bis zum Mittelater, 1960
- (en) Art forms and civic life in the late Roman Empire, 1965, 1972
- (su) Romerske keisere i marmor og bronse, 1967 (« Empereurs romains en marbre et bronze » )
- (en) Mosaics (En collaboration avec Per Jonas Nordhagen) 1967, 92 p.
- (en) Likeness and Icon: Selected Studies in Classical and Early Medieval Art, Odense, University Press of  Southern Denmark, 1973, xxiii + 344 p. [(fr) présentation en ligne] / [(fr) autre présentation en ligne]
- (en) The Roman Empire. Art Forms and Civic Life, Rizzoli Intl Pubns, 1985 [(en) présentation en ligne (descendre dans la p. jusqu'à L'Orange")] (trad. L'Empire romain. Art et civilisation du IIIe au XVIe siècle, éd. L'Aventurine, 1995, 235 p.) / Recueil posthume d'articles
- (su) Konstantin den stores triumfbue i Roma (« L'arc de triomphe de Constantin le Grand à Rome »)
- (su) Från antik till medeltid, 1965, 125 p. (« De l'Antiquité au Moyen Âge »)
- (it) Una strana testimonianza fin ora inosservata nei rilievi dell'arco di Constantino

### Articles
- (su) Blomsterfrisen på Ara Pacis, Augustus fredsalter. fredens underverk i naturen In: Kunst og kultur, 45, 1962, p. 73-94  (« La frise florale de l'Ara Pacis, l'autel de la paix d'Auguste: la merveille de la paix dans la nature »),
- (it) « Ara Pacis Augustae. La zona floreale »  In: Acta ad archaeologiam et artium historiam pertinentia vol. 1, 1962 p. 7-16
- (it) « Osservazioni sui ritrovamenti di Sperlonga. Riassunto di una conferenza tenuta all'Istituto di Norvegia in Roma il 12 marzo 1965 », In: Acta ad archaeologiam et artium historiam pertinentia vol. 2 , 1965, p. 261-272
- (it) « Nuovo contributo allo studio del Palazzo Erculio di Piazza Armerina », In: Acta ad archaeologiam et artium historiam pertinentia vol. 2 , 1965, p. 65-104
- (it) Nota metodologica sullo studio della scultura altomedioevale, 1967 (repris in  Likeness and Icon, 1973 p. 210-217)
- (en) « Sperlonga again. Supplementary remarks on the "Scylla" and the "Ship" » In: Acta ad archaeologiam et artium historiam pertinentia vol. 4, 1969, p. 25-26
- (it) « Lux aeterna: l'adorazione della luce nell'arte tardo antica ed alto medioevale » in Rendiconti della Pontificcia Academmia d'Archeologia, 47, 1974-1975, p. 191-202